# Atletismo nos Jogos Pan-Americanos de 1967 - 50 km marcha atlética masculina
A prova dos 50 km da marcha atlética masculina nos Jogos Pan-Americanos de 1967 foi realizada em Winnipeg, Canadá.

## Medalhistas
| Ouro                           | Prata                     | Bronze                           |
| Larry Young USA Estados Unidos | Felix Cappella CAN Canadá | Goetz Klopfer USA Estados Unidos |

## Resultados
| Posição           | Nome                 | Nacionalidade      | Tempo   | Notas |
| ----------------- | -------------------- | ------------------ | ------- | ----- |
| Medalha de ouro   | Larry Young          | USA Estados Unidos | 4:26:21 |       |
| Medalha de prata  | Felix Cappella       | CAN Canadá         | 4:36:00 |       |
| Medalha de bronze | Goetz Klopfer        | USA Estados Unidos | 4:37:59 |       |
| 4                 | Karl-Heinz Merschenz | CAN Canadá         | 4:54:11 |       |
| 5                 | Pablo Colin          | MEX México         | 5:15:06 |       |